# Filmfare Award/Besondere Leistung
Der Filmfare Special Performance Award (auch Filmfare Special Award, Special Mention, Special Jury Award) wird vom Filmfare-Magazin verliehen und ist eine Preiskategorie der jährlichen Filmfare Awards für Hindi-Filme.
Dieser Preis wird nicht jährlich verliehen, sondern nur wenn Schauspieler, Schauspielerinnen und Filmemacher neue Bahnen in Dramatik, Regie und Schauspielerei brechen. Diesen Preis bekommt derjenige, der wirklich etwas Neues gemacht hat, das keiner zuvor geleistet hat.
Liste der Preisträger und der Filme, für die sie gewonnen haben:
| Jahr | Preisträger                                      | Leistung                                                                                    | Film                                                                        |
| ---- | ------------------------------------------------ | ------------------------------------------------------------------------------------------- | --------------------------------------------------------------------------- |
| 1990 | Rajesh Khanna                                    | Ehrung für seine 25-jährige Leistungen in der indischen Filmbranche                         |                                                                             |
| 1991 | kein Preis                                       |                                                                                             |                                                                             |
| 1992 | kein Preis                                       |                                                                                             |                                                                             |
| 1993 | kein Preis                                       |                                                                                             |                                                                             |
| 1994 | kein Preis                                       |                                                                                             |                                                                             |
| 1995 | Lata Mangeshkar                                  | Für den Song Didi Tera Devar Deewana                                                        | Hum Aapke Hain Koun…!                                                       |
| 1996 | Asha Bhosle                                      | Für den Song Tanha Tanha                                                                    | Rangeela                                                                    |
| 1997 | Shobana Samarth, Nasir Hussain und Pran; Govinda | Für ihren Beitrag in der indischen Filmindustrie; Für seine Rolle als Shyamsundar           | Saajan Chale Sasural                                                        |
| 1998 | Jaya Bachchan                                    | Für ihre Rolle als Sujata Chatterjee, sowie ihren Beitrag für die indische Filmindustrie    | Hazaar Chaurasi Ki Maa                                                      |
| 1999 | Shekhar Kapur                                    | Für seinen Beitrag in der indischen Filmindustrie, sowie auch seinen internationalen Erfolg |                                                                             |
| 2000 | Amitabh Bachchan                                 | Ehrung als „Superstar of the Millennium“                                                    |                                                                             |
| 2001 | Anu Malik                                        | Für seine Filmkomposition Refugee                                                           | Refugee                                                                     |
| 2002 | Amisha Patel und Raveena Tandon                  | Für ihre Rollen als Sakina bzw. Neeta                                                       | Gadar: Ek Prem Katha und Aks                                                |
| 2003 | kein Preis                                       |                                                                                             |                                                                             |
| 2004 | Kareena Kapoor                                   | Für ihre Rolle als Prostituierte Chameli                                                    | Chameli                                                                     |
| 2005 | kein Preis                                       |                                                                                             |                                                                             |
| 2006 | kein Preis                                       |                                                                                             |                                                                             |
| 2007 | Deepak Dobriyal                                  | Für seine Rolle als Rajoh Tiwari                                                            | Omkara                                                                      |
| 2008 | kein Preis                                       |                                                                                             |                                                                             |
| 2009 | Prateik Babbar und Purab Kohli                   | Für ihre Rollen als Amit Wadia bzw. Kedar                                                   | Du liebst mich, du liebst mich nicht (Jaane Tu... Ya Jaane Na) und Rock On! |
| 2010 | Nandita Das                                      | Für ihren Film Firaaq                                                                       | Firaaq                                                                      |
| 2011 | Amitabh Bachchan und Madhuri Dixit               | Für ihr 40- bzw. 25-jähriges Bestehen in der indischen Filmindustrie                        |                                                                             |